# تپه هنیدر مفروضه
تپه هنیدر مفروضه در شهرستان سرپل ذهاب، بخش مرکزی، دهستان حومه سرپل، ۱۵۰ متری جنوب شرق روستای هندیر مفروضه واقع شده و این اثر در تاریخ ۲۶ اسفند ۱۳۸۷ با شمارهٔ ثبت ۲۵۵۴۹ به‌عنوان یکی از آثار ملی ایران به ثبت رسیده است.